# Hans von Lossow

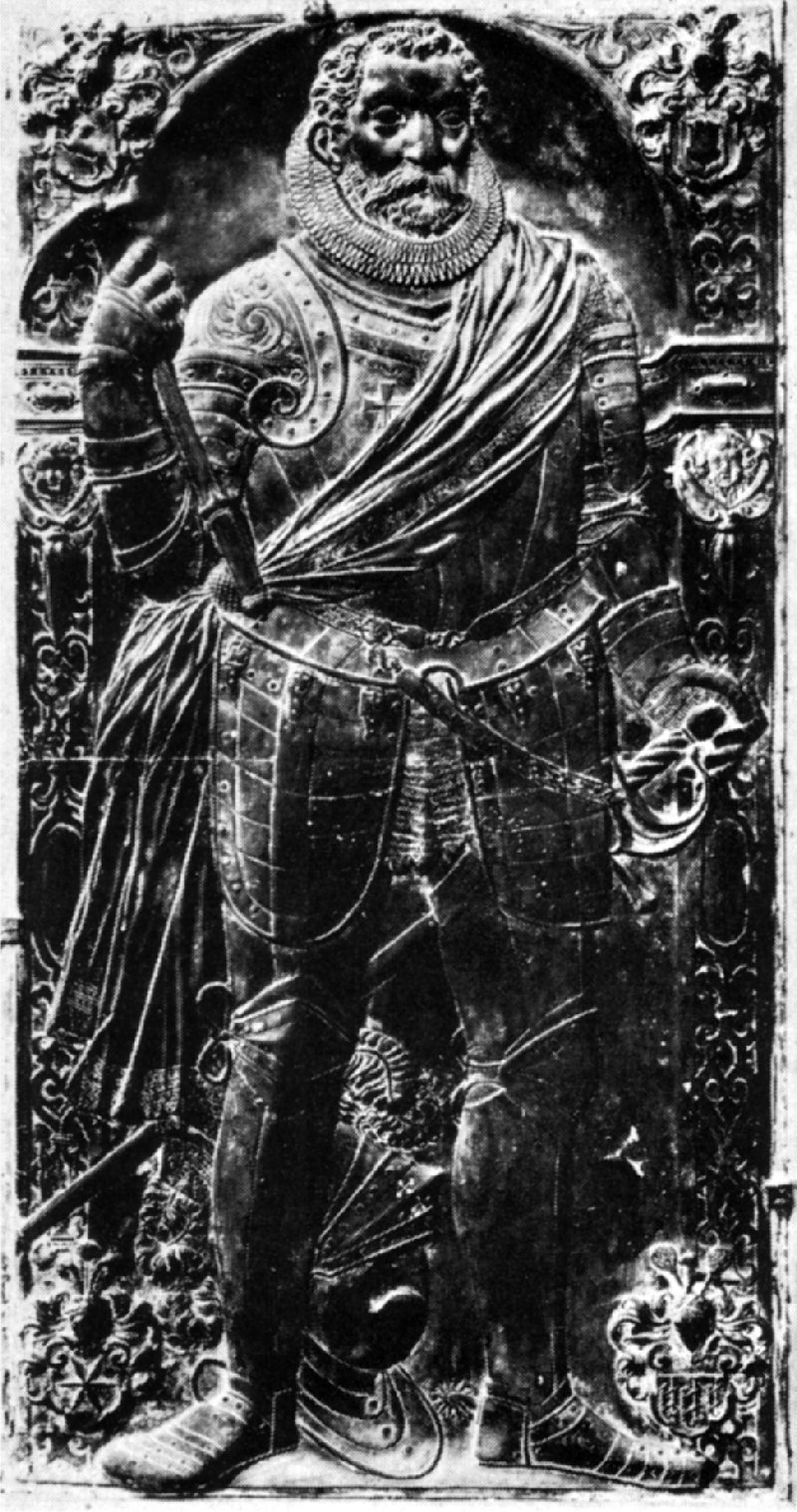
Grabplatte im Magdeburger Dom, 1945 durch Bomben zerstört

Hans (Johann) von Lossow (Lossau) (* Fasten 1523 in Altenklitsche nahe Genthin; † 26. Märzjul. / 5. April 1605greg. in Bergen in der Börde) war Komtur der Komturei Bergen des Deutschen Ordens.

## Leben

Epitaph im Magdeburger Dom, 1945 durch Bomben zerstört

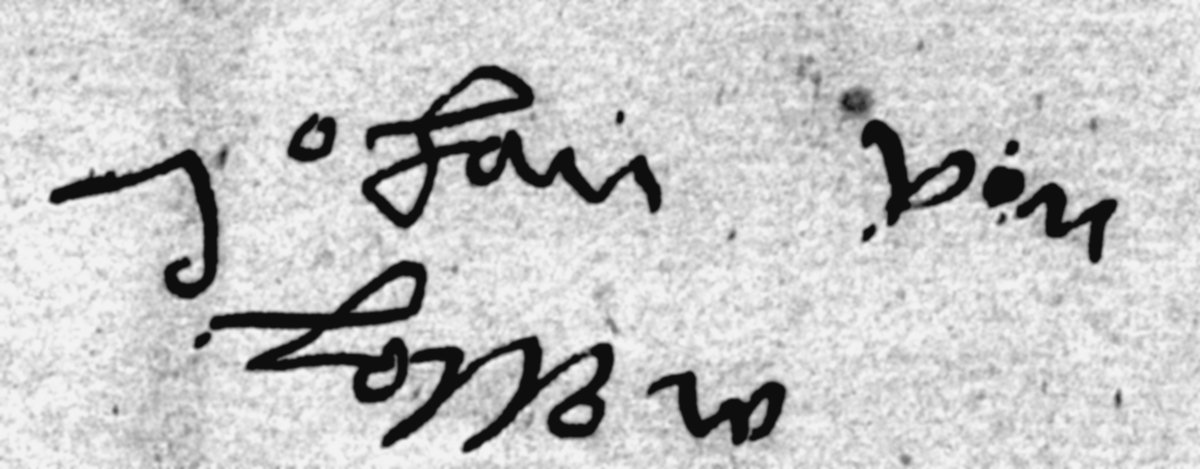
Unterschrift 1595

Grabstein in der Kommende-Kapelle Bergen

Hans von Lossow war der jüngste von vier Brüdern (Claus, Christoph, Peter, Hans) und hatte noch eine Schwester (Magdalena). Seine Eltern waren Claus von Lossow, zu Altenklitsche und Margareta, geborene von Randow; insgesamt hatten sie eine Tochter und vier Söhne.
Hans von Lossow verlebte seine Kinderjahre in Altenklitsche. Er schlug dann eine militärische Karriere ein und diente als Ritter des Domkapitels unter Herzog Georg zu Mecklenburg. Er könnte schon im Jahre 1542 als 19-Jähriger unter Moritz, damals noch Herzog von Sachsen, am Türkenfeldzug nach Pest teilgenommen haben und war vermutlich im September 1550 an der Bauernschlächterei bei Hillersleben an der Ohre beteiligt. Mit 27 Jahren ritt er mit einem Knappen nach Magdeburg, um die Truppen der „Rechtgläubigen“ bei der Belagerung der Lutherischen zu unterstützen. Nach der Kapitulation Magdeburgs 1551 vor dem Kurfürsten Moritz von Sachsen zog Lossow unter dessen Fahnen nach Schweinfurt und Innsbruck, kämpfte 1552 in Raab gegen die Türken und danach gegen Albrecht Alcibiades von Brandenburg-Kulmbach; 1553 nahm er an der Schlacht bei Sievershausen teil.
Im Jahre 1558 wurde Lossow durch den damaligen Landkomtur Georg von Sehl als Ritter in den Deutschen Orden aufgenommen. Danach stand er fast ein halbes Jahrhundert im Dienst des Ordens – zunächst als Ritterbruder ohne Komturei, dann als Komtur zu Lucklum und Bergen und Oberster der Ordensprovinz Sachsen. 1566 ritt er erneut nach Ungarn gegen die Türken.
Nach dem Augsburger Religionsfrieden von 1555 trat Lossow in den Dienst des Magdeburger Domkapitels und war für mehr als 30 Jahre Hauptmann der Ämter Egeln und Hadmersleben an der Bode. 1571 wählte das sächsische Balleikapitel ihn zum Balleiverwalter und zugleich zum Komtur der Kommende Lucklum mit Bergen. Im Jahre 1572 wurde er zum Verwalter der Ballei Sachsen des Deutschen Ordens ernannt, 1575 wurde er Statthalter und 1577 Landkomtur. 1584 schloss er mit dem Magdeburger Domkapitel einen Vertrag zum späteren sogenannten Dompredigerhaus. Er wollte den verfallenen Hof wieder bebauen und erhielt ein 50-jähriges Besitzrecht gegen einen jährlich von ihm zu entrichtenden Zahlungsbetrag von drei Gulden.
Hans von Lossow starb 1605 in Bergen, 82 Jahre alt. Nach heutigem Datum ist sein Todestag der 5. April; als er starb, galt aber im Erzbistum Magdeburg noch der Julianische Kalender und danach war es der 26. März. Bei seinem Tode hinterließ er ein großes privates Vermögen.
Er wurde am 10. (21.) April im Magdeburger Dom mit großem Pomp und Leichenpredigt beigesetzt und erhielt dort eine Bronzeplatte mit seinem Standbild, die der Magdeburger Bildhauer Sebastian Ertle und der Rotgießer Tobias Ulrich fertigten. Auch in Bergen errichtete man ihm einen Leichenstein, denn die Ordensregeln schrieben vor, verstorbenen Rittern auch dann ein Grabmal in der Kapelle ihrer Kommende zu errichten, wenn sie anderswo starben und bestattet wurden. Die Bergener Grabplatte hat folgende Inschrift:
ANNO DNI. 1605. DEN 26TEN MARTII OBIIT REVERENDUS, NOBILIS ET STRENUUS VIR. D. JOH. DE LOSSAU BALLIO. SAXON. COMMENDATOR GENERALIS CUIJUS ANIMA REQUIESCAT
Das Grabmal im Magdeburger Dom wurde im Januar 1945 durch eine Luftmine zerstört.